# Jan Gawlas
Jan Gawlas (27. prosince 1901 Dolní Žukov – 11. června 1965 Těšín) byl polský hudební skladatel, varhaník a pedagog.

## Život
Narodil se v Dolním Žukově (dnes součást Českého Těšína) v chudé řemeslnické rodině. Absolvoval učitelský seminář v Bobrkách (1921), kde také nejprve učil. Externě studoval na Slezské konzervatoři v Katovicích.
Byl vedoucím kapely a skladatelem hudebních děl se slezskými motivy. Učil hudbu na školách v Horním Slezsku v Katovicích a Chorzowě. V období druhé světové války pobýval v Těšíně a v Hnojníku. Po válce pracoval na Státní hudební škole v Těšíně, kde učil teorii hudby a hru na klavír. V roce 1946 se stal pedagogem na Hudební akademii v Katovicích. V roce 1957 byl jmenován docentem a v roce 1963 byl zvolen rektorem univerzity. Působil také jako varhaník v Ježíšova kostela v Těšíně. Jako vynikající varhaník často účinkoval ve vysílání Polského rozhlasu v Katovicích. Byl rovněž aktivní v evangelickém chrámovém sboru.
Zemřel 11. června 1965 v Těšíně, kde je také pochován.

## Dílo
Zkomponoval více než 100 skladeb. Komponoval sborové skladby, instrumentální a orchestrální miniatury. K jeho nejznámějším dílům patří varhanní Preludium a fuga (skladby, které složil v období války v Hnojníku). Zpracoval sborník písní pro školní sbory s lidovou tematikou. Zabýval se také hudební teorií.

### Hudební díla vydaná tiskem
- Variace pro violoncello a klavír (ve spolupráci s Karlem Pravoslavem Sádlem, 1963)
- Suita pro klavír (1961)
- Píseň o Slezsku (sbor, text Waleria Szalay-Groele, 1936)
- Slezské dělnické písně (smíšený sbor a cappella, Katowice: Wydawnictwo "Śląsk", 1961)
- Śląskie pieśni powstańcze, op. 32 (smíšený sbor, 1962)
- Pieśń ewangelicka przez wieki (Evangelická píseň v průběhu staletí, sborník, publikováno 2016)
- Slezské písně pro smíšený sbor, op. 30 (1960)
- Pojedzie mój węgiel smíšený sbor, 1949)
- Bohaterom (smíšený sbor s doprovodem orchestru)

### Teoretické práce
- Główne kierunki współczesnej techniki kompozytorskiej. Katowice: PWSM, 1963.
- Harmonia funkcyjna. Katowice: Śląsk, 1962.
- Kontrapunkt: podstawowe zasady. Kraków: Polskie Wydaw. Muzyczne, 1971.
- Ryszard Wagner a Polska kultura muzyczna. Materiały z Sesji Naukowej zorganizowanej w dniach 21 i 22 XI 1963 przez Biblioteke̜ PWSM w Katowicach